# Hòa giải

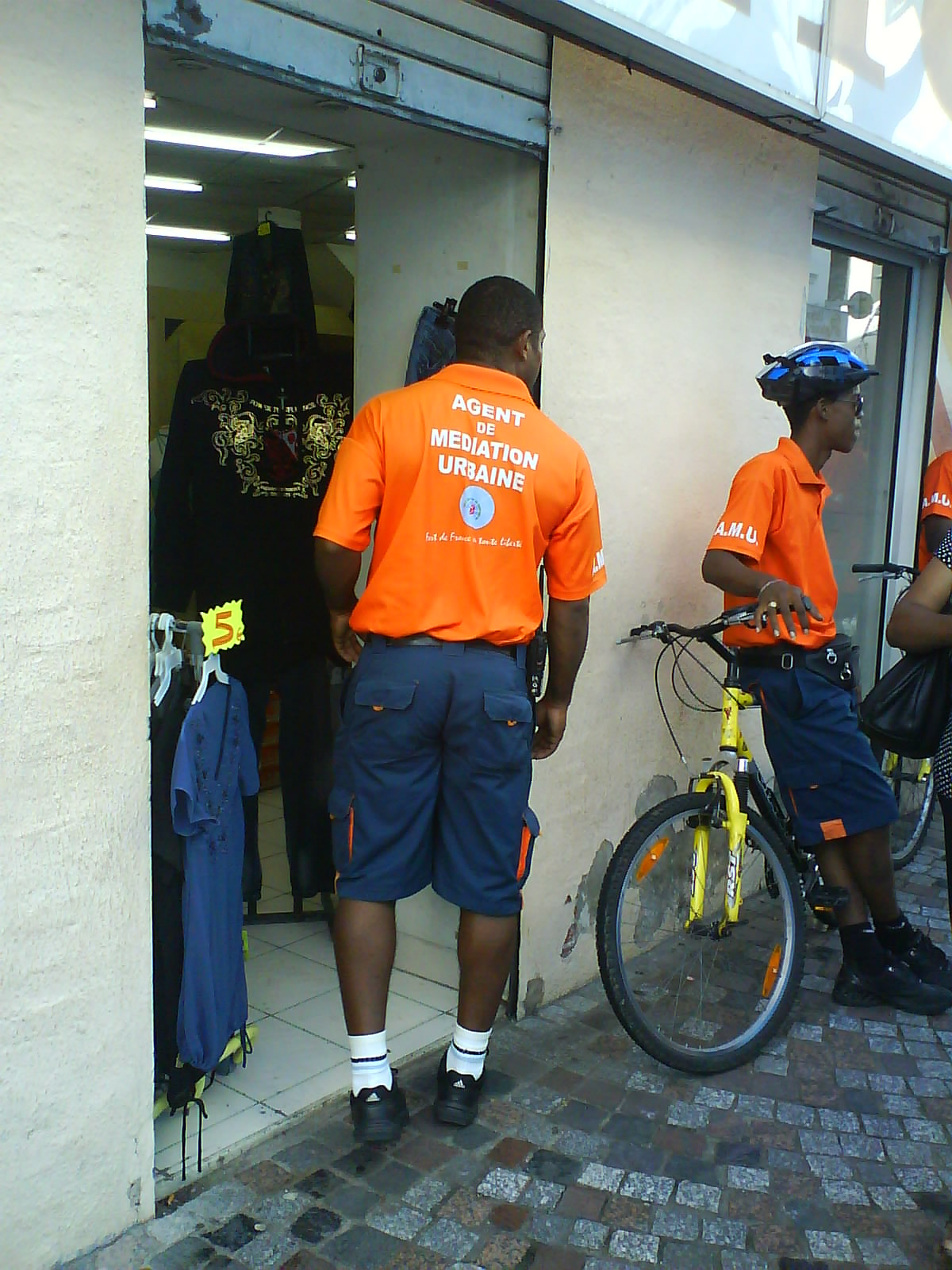
Những nhân viên tình nguyện làm công tác hòa giải

Hòa giải là hành vi thuyết phục các bên đồng ý chấm dứt xung đột hoặc xích mích một cách ổn thỏa. Hòa giải cũng là giải quyết các tranh chấp, bất đồng giữa hai hay nhiều bên tranh chấp bằng việc các bên dàn xếp, thương lượng với nhau có sự tham gia của bên thứ ba (không phải là bên tranh chấp). Hòa giải còn được hiểu ở góc độ rộng hơn là một quá trình, trong đó bên thứ ba giúp hai bên tranh chấp ngồi lại với nhau để cùng giải quyết vấn đề của họ. Hòa giải cũng được coi là sự tiếp nối của quá trình thương lượng, trong đó các bên cố gắng làm điều hoà những ý kiến bất đồng.
Hòa giải có ý nghĩa lớn, nó là cho những tranh chấp, xung đột, mâu thuẫn, xích mích được giập tắt họăc không vượt qua giới hạn sự nghiêm trọng, giúp cho các bên tránh được một sự xung đột được giải quyết bằng bạo lực hoặc chiến tranh. Giúp các bên hiểu biết lẫn nhau, giữ gìn cục diện ổn định... Chính vì vai trò to lớn này nên trong quy định pháp luật, các nước thường đặt ra vấn đề hòa giải trong giải quyết các tranh chấp. Và ở góc độ quốc tế, hòa giải cũng là một trong những nguyên tắc hàng đầu trong việc giải quyết tranh chấp quốc tế được quy định tại Hiến Chương Liên Hiệp quốc.

## Các yếu tố của hòa giải
Một hành vi hay hoạt động được xem là hòa giải thì phải có các yếu tố sau:
- Là một quá trình hoạt động xã hội với đặc trưng nhận biết là hành vi hoặc một tập hợp cách hành vi với mục đích thuyết phục.
- Trong mối quan hệ về hòa giải ít phải có ba bên chủ thể, trong đó hai bên (hoặc các bên) có tranh chấp, xung đột, xích mích hay mâu thuẫn với nhau và bên thứ ba đóng vai trò trung gian, độc lập với hai bên, giải quyết vấn đề của hai bên (hoặc các bên). Các bên có thể là cá nhân, tổ chức, quốc gia, tổ chức quốc tế...
- Hoạt động này phải có tính chất thuyết phục, giúp đỡ hai bên đi đến điểm chung chứ không phải là sự áp đặt hay đơn thuần là các hành vi mang tính môi giới. Nói chung, tất cả các hành vi trong quá trình hòa giải đều mang tính tự nguyện.
- Mục đích của việc hoà giải là nhằm làm cho hai bên tự nguyện chấp dứt xung đột hoặc đưa hai bên ngồi lại với nhau để thương lượng, giải quyết vấn đề hoặc đi tới những điểm mà hai bên có thể thoả thuận được.
- Việc hòa giải được coi là kết thúc khi:

1. Vụ tranh chấp, xung đôt, mâu thuẫn, xích mích đó đã chấm dứt.
2. Các bên tranh chấp chấp nhận các kết luận, khuyến nghị của bên hòa giải.
3. Các bên tự nguyện thi hành những kiến nghị hòa giải, tự nguyện chấm dứt xung đột một cách ổn thỏa.
4. Các bên hoặc một bên tranh chấp bác bỏ các kết luận, khuyến nghị đó (hòa giải không thành)

Bên thứ ba đóng vai trò trung gian, hoà toàn độc lập với hai bên, không có quyền áp đặt, thiên vị, hay hành động như một người môi giới, giúp hai bên ngồi lại với nhau và tìm cách đưa các bên tranh chấp tới những điểm mà họ có thể thoả thuận được.

## Các loại hòa giải
Tùy theo phạm vi tiếp cận và cách tiếp cận khác nhau, hòa giải có thể được chia làm nhiều loại khác nhau.

### Hòa giải truyền thống
Là một truyền thống văn hóa của các nước để giải quyết các xung đột trong cộng đồng, quốc gia, dân tộc bằng các phương pháp hòa giải. Theo đó. Các tranh chấp từ tranh chấp cá nhân, tranh chấp trong gia đình, tranh chấp trong cộng đồng, tranh chấp giữa các địa phương hay các tranh chấp khác trên phạm vi toàn quốc sẽ được giải quyết một cách êm thấm thông qua việc hòa giải.
Ở Việt Nam, việc hòa giải là một hoạt động xuất phát từ truyền thống đoàn kết, hoà hiếu của dân tộc như: "Dĩ hòa vi quý" "Hoà cả làng", "Một điều nhịn, chín điều lành", "Chín bỏ làm mười"... hay thói quen của cộng đồng trong việc giải quyết tranh chấp là không muốn đưa các tranh chấp ra trước các cơ quan tài phán để phán xử như: "Vô phúc đáo tụng đình", vì không muốn "Chuyện bé xé ra to", "Vạch áo cho người xem lưng" mà chủ yếu là "đóng cửa bảo nhau".

### Hòa giải chính trị
Là việc hòa giải những xung đột, mâu thuẫn, bất đồng giữa các bộ phận trong cộng đồng, những nhóm chính trị, đảng phái chính trị, hội đoàn... mà có yếu tố nhà nước và thường liên quan đến các lợi ích có tính chính trị. Thuật ngữ thông dụng trên báo chí chỉ về loại hình này là hòa giải, hòa hợp dân tộc. Một số sự kiện nổi bật hiện nay là vấn đề của tiến trình hòa giải những rạn nứt trong nội bộ dân tộc ở Thái Lan hiện nay sau cuộc khủng hoảng chính trị bắt nguồn từ năm 2006.
Và ở Việt Nam hiện nay vấn đề hòa giải dân tộc cũng được đặt ra và tốn nhiều giấy mực của báo chí trong thời gian gần đây.
Với một lượng kiều hối chuyển về nước ngày càng nhiều, và Việt kiều ngày càng đóng vai trò quan trọng hơn trong việc làm cầu nối để hàng hóa nội địa vươn tới hải ngoại và ngược lại, Nhà nước Việt Nam đã nhanh chóng đặt ra vấn đề hòa giải dân tộc để huy động sức mạnh và sự đóng góp của lực lượng "Việt kiều yêu nước". Tuy vậy, tiến trình hòa giải dân tộc ở Việt Nam còn gặp nhiều khó khăn do còn nhiều bất đồng trong cách suy nghĩ và các vấn đề lịch sử để lại.

### Hòa giải quốc tế
Trong pháp luật quốc tế, đặc biệt là trong lĩnh vực công pháp quốc tế, Hòa giải cũng được coi là một trong những biện pháp hoà bình giải quyết tranh chấp giữa các quốc gia. Các bên tranh chấp có thể tiến hành hòa giải với sự giúp đỡ của bên thứ ba (cá nhân, quốc gia, tổ chức quốc tế) dưới hình thức môi giới hòa giải và trung gian hòa giải. Trong công pháp quốc tế, nguyên tắc hòa bình giải quyết các tranh chấp quốc tế có vai trò nền tảng cho hòa giải quốc tế. Điều 33 Hiến chương Liên Hiệp quốc quy định: "Các bên tranh chấp quốc tế, trước tiên phải cố gắng giải quyết tranh chấp bằng các biện pháp như: Đàm phán, điều tra, trung gian, hòa giải, trọng tài, tòa án hoặc thông qua các cơ quan hay tổ chức quốc tế khu vực hoặc bằng các biện pháp hòa bình khác do các bên đã chọn."
Các bên có quyền tự do lựa chọn các biện pháp hòa bình nói trên để giải quyết tranh chấp sao cho phù hợp và có hiệu quả nhất. Cùng với sự phát triển các quá trình hội nhập khu vực và quốc tế, trong những năm gần đây, cộng đồng quốc tế quan tâm nhiều đến biện pháp thông qua tổ chức quốc tế ở khu vực để phối hợp giải quyết các tranh chấp quốc tế, trong đó phải kể đến vai trò của các tổ chức như Liên minh Châu âu (EU), Hiệp hội các quốc gia Đông Nam Á (ASEAN) và Liên Hiệp quốc (UN).
Trong các biện pháp giải quyết tranh chấp theo Luật pháp quốc tế, biện pháp hòa giải cũng được tiến hành bởi sự tham gia của bên thứ ba. Tuy nhiên trong thực tế, khác với bên trung gian hay môi giới, vai trò của bên hòa giải thể hiện qua việc tham gia tích cực trong các cuộc đàm phán giữa các bên tranh chấp. Hơn nữa, người hòa giải có thể đưa ra các kiến nghị cùng cách giải quyết của mình và soạn các dự thảo để các bên thảo luật (sang kiến hòa bình).
Với tư cách tham gia tích cực vào đàm phán giữa các bên tranh chấp, bên hòa giải có phạm vi quyền hạn và nghĩa vụ rộng lớn hơn, thể hiện việc tham gia đàm phán từ đầu cho đến khi kết thúc, thậm chí có thể điều khiển cả cuộc đàm phán, đưa ra kiến nghị họăc đề nghị thay đổi yêu sách của các bên tranh chấp nhằm làm cho các bên tranh chấp xích lại gần nhau hơn.
Nhiệm vụ của bên hòa giải là dung hòa yêu sách của giữa các bên tranh chấp và hòa giải giữa các bên nhưng kiến nghị của họ không có tính chất bắt buộc đối với các bên tranh chấp nhưng những kiến nghị của họ không có tính chất bắt buộc đối với các bên tranh chấp. Hoạt động hòa giải được tiến hành theo đề nghị của các bên tranh chấp hoặc theo sang kiến của bên thứ ba. Bên thứ ba có thể là một hoặc một số quốc gia, cá nhân họăc tổ chức quốc tế không tham gia vào vụ tranh chấp.
Nhiều điều ước quốc tế song phương hoặc đa phương cũng quy định hòa giải là một trong những biện pháp mà thành viên ký kết điều ước có thể sử dụng khi tranh chấp nảy sinh trong quá trình giải thích hoặc thực hiện các điều ước quốc tế đó. Chẳng hạn, Công ước Viên năm 1969 về Luật Điều ước quốc tế được ký kết giữa các quốc gia, Công ước Luật biển năm 1982...
Trong quá trình hòa giải quốc tế, chúng ta có thể thấy vai trò to lớn của các tổ chức quốc tế, vai trò của các bên trung gian. Trong tiến trình hòa giải Trung Đông giữa Israel và Palestin vai trò của nhóm "Bộ Tứ" (Liên Hợp Quốc, Liên Minh châu Âu, Hoa Kỳ và Nga là rất quan trọng, có ảnh hưởng to lớn trong việc kêu gọi, thúc giục các bên đàm phán. Ngoài ra thì cuộc đàm phán sáu bên giữa các nước về tiến trình hòa giải trên bán đảo Triều Tiên, các nước trung gian như Mỹ, Nga, Trung Quốc, Nhật Bản có tiếng nói quan trọng trong việc khẳng định lập trường, thái độ của Cộng hòa dân chủ nhân dân Triều Tiên và Hàn Quốc.

### Hòa giải theo luật
Là các loại hình hòa giải được pháp luật các nước quy định, theo đó việc hòa giải là một khâu trong trình tự, thủ tục tiến hành tố tụng, hoặc thiết lập một thể chế hòa giải ở địa phương.
Ở Việt Nam hiện nay, việc giải quyết các tranh chấp dân sự, kinh tế, lao động (tranh chấp lao động), các vụ án hôn nhân - gia đình tại toà án nhân dân hay tại một tổ chức, hay tại Hội đồng trọng tài đều thông qua khâu hòa giải như một thủ tục bắt buộc. Khi hòa giải thành, toà án, trọng tài sẽ ra quyết định công nhận kết quả hòa giả mà không cần phải tiến hành xét xử. Các bên tranh chấp cũng có thể tự tổ chức hòa giải tranh chấp ngoài phạm vi tố tụng của toà án và trọng tài.
Pháp luật của Việt Nam cũng quy định về công tác hòa giải những xích mích, tranh chấp nhỏ trong nội bộ nhân dân bằng công tác hòa giải ở đơn vị cơ sở. Việc giải quyết các tranh chấp mâu thuẫn trong nội bộ nhân dân ở các khu vực dân cư do các tổ hòa giải cơ sở thực hiện theo quy định của pháp luật.
Điều 172 của "Hiến pháp nước Cộng hoà Xã hội chủ nghĩa Việt Nam năm 1992" quy định: "Ở cơ sở, thành lập các tổ chức thích hợp của nhân dân để giải quyết những vi phạm pháp luật và tranh chấp nhỏ trong nhân dân theo quy định của pháp luật". Ngày 25.12.1998, Uỷ ban Thường vụ Quốc hội đã thông qua Pháp lệnh về tổ chức và hoạt động hòa giải cơ sở và sau này, năm 2012 đã ban hành Luật Hòa giải ở cơ sở để thay thế. Tựu trung lại, pháp luật Việt Nam quy định có các dạng hòa giải sau:
- Hoà giải được tiến hành ở Tòa án nhân dân, theo đó Tòa án nhân dân trong quá trình tiến thành tố tụng phải thực hiện nguyên tắc hoà giải. Bộ luật tố tụng dân sự năm 2004 đã khẳng định trong Điều 10 về nguyên tắc hòa giải trong tố tụng dân sự: "Tòa án có trách nhiệm tiến hành hòa giải và tạo điều kiện thuận lợi để các đương sự thỏa thuận với nhau về việc giải quyết vụ việc dân sự".

Bộ luật cũng quy định cụ thể việc hòa giải được thực hiện ở tất cả các giai đoạn sơ thẩm, phúc thẩm, từ khi chuẩn bị xét xử đến khi bắt đầu xét xử tại phiên tòa, trừ những vụ án không được hòa giải như yêu cầu đòi bồi thường thiệt hại đến tài sản nhà nước hoặc những vụ án dân sự phát sinh từ giao dịch trái pháp luật hoặc đạo đức xã hội.
Bản chất của quan hệ dân sự là được thiết lập trên cơ sở tự nguyện và quyền tự định đoạt của đương sự, do đó việc giải quyết các tranh chấp phát sinh từ các quan hệ này được thực hiện theo những biện pháp nhất định, không giống với tố tụng hình sự hay tố tụng hành chính, mà hòa giải là một biện pháp quan trọng và là nguyên tắc bắt buộc tòa án phải thực hiện. (Những vấn đề cơ bản của Bộ luật tố tụng dân sự năm 2004, Vụ Công tác Lập pháp – Văn phòng Quốc hội, Nhà xuất bản Tư pháp, năm 2004)
- Hoà giải được tiến hành tại các cơ quan quản lý lao động theo quy định của Bộ Luật lao động. Đây là một nguyên tắc trong việc giải quyết tranh chấp lao động theo quy định tại Điều 158 của Bộ Luật Lao động của nước Cộng hòa xã hội chủ nghĩa Việt Nam năm 2002. Theo đó, các tranh chấp về lao động có thể yêu cầu Hoà giải viên, Hội đồng hoà giải, Hội đồng trọng tài giải quyết trước khi khởi kiện ra Toà án lao động. Theo quy định của pháp luật lao động, hệ thống các cơ quan có thẩm quyền giải quyết tranh chấp về lao động bao gồm:

1. Hội đồng hòa giải cơ sở: Hội đồng này được thành lập tại các doanh nghiệp sử dụng thường xuyên từ 10 lao động trở lên, nó có thẩm quyền hòa giải mọi tranh chấp giữa người lao động, tập thể người lao động với người sử dụng lao động. Hội đồng hòa giải cơ sở gồm số người dại diện ngang nhau của bên người sử dụng lao động, số lượng do hai bên thỏa thuận. Nhiệm kỳ của Hội đồng là hai năm. Đại diện của mỗi bên luân phiên làm chủ tịch và thư ký hội đồng. Hội đồng làm việc theo nguyên tắc thỏa thuận và nhất trí
2. Hòa giải viên lao động: Là một người do cơ quan lao động cấp huyện cử ra, có nhiệm vụ giải quyết tranh chấp lao động ở những nơi chưa thành lập Hội đồng hòa giải lao động cơ sở, giải quyết các tranh chấp giữa người giúp việc gia đình với người sử dụng lao động, tranh chấp về thực hiện hợp đồng dạy nghề và phí dạy nghề.
3. Hội đồng trọng tài lao động cấp tỉnh: Là hội đồng do cơ quan lao động cấp tỉnh lập ra và cử đại diện làm chủ tịch, có nhiệm vụ giải quyết tranh chấp lao động tập thể đã qua hòa giải cơ sở nhưng không thành. Hội đồng trọng tài lao động cấp tỉnh được thành lập theo số lẽ và tối đa không quá 09 thành viên, gồm các thành viên chuyên trách và kiêm chức (kiêm nhiệm) là đại diện của cơ quan lao động, đại diện của công đoàn, đại diện của những người sử dụng lao động và một số luật gia, nhà hoạt động xã hội có uy tín ở địa phương. Nhiệm kỳ của Hội đồng này là 03 năm. Hội đồng làm việc theo chế độ tập thể, quyết định theo đa số bằng cách bỏ phiếu kín.
4. Tòa án nhân dân: Tòa Lao động của Tòa án nhân dân trực tiếp giải quyết các vụ án lao động. Cũng như các tòa hình sự, dân sự, Tòa Lao động là một tòa chuyên trách trong tổ chức hệ thống tòa án nhân dân.

- Hòa giải tại Ủy ban nhân dân: Đây là việc hòa giải tại Ủy ban nhân dân cấp xã đối với các tranh chấp về đất đai theo quy định của Luật Đất đai năm 2003 và Nghị định 181/2004/NĐ-CP của Chính phủ năm 2004 về thi hành Luật Đất đai, đây là loại hòa giải mang tính chất bắt buộc trước khi thực hiện các thủ tục hành chính kế tiếp.[12]
- Hoà giải ở cơ sở: Là hòa giải được tổ chức ở cơ sở (xóm, ấp, tổ dân phố...), đây là loại hòa giải tự nguyện theo Pháp lệnh về Tổ chức và hoạt động hòa giải ở cơ sở

Cũng theo quy định của pháp luật hiện hành, các bên không được phép hòa giải một số vụ việc liên quan đến huỷ bỏ việc kết hôn trái pháp luật, đòi bồi thường thiệt hại tài sản của nhà nước, những việc phát sinh từ giao dịch trái pháp luật, những việc xác định công dân mất tích hoặc đã chết, những việc khiếu nại cơ quan hộ tịch về việc từ chối đăng ký hoặc không chấp nhận yêu cầu sửa đổi những điểm ghi trong giấy tờ về hộ tịch, những việc khiếu nại về danh sách cử tri và những việc khác theo quy định của pháp luật.
Nhà nước Cộng hòa xã hội chủ nghĩa Việt Nam rất khuyến khích việc hòa giải ở cơ sở.

## Hòa giải kiểu Úc
Ở Úc có nhiều thiết chế (tổ chức) tham gia vào việc hòa giải tại nước này tạo nên một sự đa dạng trong việc hòa giải.

### Ủy ban giải quyết tranh chấp ngoài Tòa án
Uỷ ban giải quyết tranh chấp ngoài toà án là một tổ chức trực thuộc Hiệp hội luật sư Bang New South Wales (NSW) được thành lập trên cơ sở Chính sách ADR (dịch vụ giải quyết tranh chấp ngoài tòa án) của Hiệp hội luật sư. Nhiệm vụ của Uỷ ban là tham mưu chính sách ADR cho Hiệp hội luật sư, bao gồm trung gian hoà giải, trọng tài, đánh giá trung lập tại giai đoạn đầu của giải quyết tranh chấp và hoà giải. Uỷ ban là đầu mối liên lạc giữa các tổ chức ADR, bao gồm các uỷ ban ADR của các hiệp hội luật sư và đoàn luật sư của các tiểu bang và vùng lãnh thổ cũng như NADRAC.

### Trung tâm Tư pháp Cộng đồng (CJC)
Trung tâm Tư pháp cộng đồng (Community Justice Center- CJC) là văn phòng quản lý các Trung tâm Tư pháp, được thành lập theo Luật Quốc hội của Bang New South Wales năm 1983. CJC trực thuộc sự quản lý của Bộ Tư pháp Tiểu bang NSW, cung cấp các dịch vụ trung gian hoà giải và quản lý xung đột cho người dân NSW. Phạm vi hoạt động của CJC bao gồmg cung cấp các dịch vụ hoà giải và các dịch vụ giải quyết tranh chấp cho người dân ở bang NSW.
Phạm vi hòa giải bao gồm các tranh chấp láng giềng, tranh chấp gia đình, tranh chấp giữa các doanh nghiệp, các vụ việc dân sự, các khiếu nại nhỏ, tranh chấp lao động, tranh chấp giữa các cộng đồng hoặc trong phạm vi cộng đồng. CJC là một điển hình tốt có lịch sử tồn tại lâu năm về các chương trình hoà giải cơ sở hiệu quả và bền vững được thành lập theo pháp luật.

### Tòa án Đất đai và Môi trường Bang NSW
Tòa án Đất đai và Môi trường của Bang New South Wales là tòa án chuyên biệt về hoạch định đất đai và môi trường với thẩm quyền rất lớn. Tòa chịu trách nhiệm giải thích và thực thi luật pháp về môi trường ở bang New South Wales, Australia.
Các quy trình ADR được Toà án đất đai và môi trường sử dụng để giải quyết các mâu thuẫn trong những lĩnh vực sau: quản lý quy hoạch vùng và chính quyền địa phương; quy hoạch thành phố, thị trấn hoặc môi trường; khoa học môi trường, bảo vệ môi trường và đánh giá môi trường; luật pháp và định giá đất; kiến trúc, kỹ thuật, khảo sát và xây dựng; và quản lý tài nguyên hoặc quản lý đất đai của nhà nước Liên bang.
Tại Toà án đất đai và môi trường của Bang NSW, đoàn công tác đã tìm hiểu về vai trò của hoạt động trung gian hoà giải trong cá tranh chấp về môi trường và đất đai cũng như các thủ tục, quy trình hành chính để tiến hành các quy trình hoà giải đó. Ngoài ra, đoàn cũng thảo luận với các cán bộ Toà án về những khó khăn, thách thức trong việc sử dụng ADR nhằm giải quyết các xung đột về môi trường và đất đai.

### Cơ quan tài phán hành chính (AAT)
Cơ quan tài phán hành chính (Administrative Decisions Tribunal – ATT) là cơ quan độc lập có chức năng rà soát các quyết định hành chính do các Bộ trưởng, cơ quan Nhà nước và các Toà án khác thuộc Chính quyền liên bang Australia ban hành. AAT còn có thể xem xét các quyết định hành chính được ban hành bởi các cơ quan Nhà nước và các tổ chức phi Chính phủ của các tiểu bang, nhưng những trường hợp này rất hạn chế.
Đạo luật AAT sửa đổi năm 2005 có hiệu lực từ ngày 16/5/2005 đã mở rộng phạm vi thẩm quyền của AAT đối với các quy trình ADR bao gồm:
- Thu xếp gặp gỡ (conferencing – tổ chức cho các bên gặp nhau, tự xác định tranh chấp và giải quyết)
- Trung gian hoà giải (mediation – hỗ trợ cho các bên trong việc xác định rõ tranh chấp, xây dựng phương án, và đi đến thoả thuận chung
- Không tư vấn về nội dung tranh chấp mà chỉ về quy trình giải quyết tranh chấp), đề xuất trung lập (neutral evaluation – đưa ra gợi ý về cách giải quyết tranh chấp, nhưng các bên không bắt buộc phải tuân theo)
- Đánh giá và đề xuất trung lập (case appraisal – đưa ra ý kiến đánh giá trung lập các tình tiết của vụ tranh chấp và đề xuất giải pháp, nhưng các bên không bắt buộc phải tuân theo);
- Hoà giải (conciliation – hỗ trợ cho các bên trong việc xác định rõ tranh chấp, xây dựng phương án, và quyết định cách giải quyết

Mỗi conciliator (hòa giải viên) có vai trò lớn hơn so với mediator (người trung gian hòa giải) vì conciliator có quyền áp đặt quy trình hoà giải, đề xuất cách giải quyết đối với các bên) và các thủ tục và hoạt động khác theo quy định của pháp luật.

### Ủy ban về vấn đề bồi thường cho người lao động (WCC)
Ủy ban về vấn đề bồi thường cho người lao động (WCC) chịu trách nhiệm giải quyết và xem xét các tranh chấp liên quan tơí các khiếu nại về bồi thường cho người lao động. Ví dụ bồi thường theo tuần cho khoản thiệt hại về thu nhập, thanh toán chi phí y tế và bồi thường thiệt hại về sức khoẻ, đau yếu/ thương tật vĩnh viễn.
Các trọng tài viên của Uỷ ban được đào tạo bài bản để tiến hành các phiên xét xử tại Hội đồng trọng tài một cách công bằng cho tất cả các bên, bao gồm việc sử dụng cả các quy trình hoà giải, thương lượng và hoà giải – trọng tài kết hợp. Trong mỗi một công đoạn của các quy trình đó, các trọng tài viên đều khuyến khích và hỗ trợ các bên đạt được thoả thuận. Trong trường hợp các bên không đạt được thoả thuận, Hội đồng trọng tài sẽ ra quyết định có tính ràng buộc.
Uỷ ban cung cấp các dịch vụ miễn phí cho các bên; các tranh chấp được trình lên Uỷ ban mà không phải nộp bất cứ một khoản phí nào. Về cơ bản, người sử dụng lao động sẽ thanh toán mọi chi phí pháp lý liên quan tới các tranh chấp về tiền bồi thường cho người lao động. Trường hợp duy nhất mà người lao động phải trả phí pháp lý, đó là khi đơn yêu cầu giải quyết tranh chấp của người đó không có cơ sở chính đáng, hoặc được kết luận là không có cơ sở hoặc không trung thực.

### Trung tâm quan hệ gia đình (FRC)
Trung tâm tư vấn quan hệ gia đình là nơi cungt nguồn thông tin và tư vấn đáng tin cậy cho các gia đình ở các giai đoạn khác nhau của đời sống. 64 trung tâm tư vấn quan hệ gia đình đã được thành lập trên khắp Australia và được Chính phủ liên bang tài trợ kinh phí hoạt động.
Trong trường hợp các gia đình đổ vỡ, chia tay, Trung tâm sẽ cung cấp thông tin tư vấn và giải quyết tranh chấp (như là trung gian hoà giải) để giúp các thành viên đi đến thống nhất mà không phải ra toà. Trung tâm cũng thường xuyên tổ chức các buổi họp cá nhân, theo nhóm để giúp các gia đình đang bị đổ vỡ đi đến thoả thuận chung về con cái và tài sản của họ mà không phải ra Toà giải quyết.

### Hiệp hội các nhà Giải quyết Tranh chấp (LEADR)
Hiệp hội các nhà giải quyết tranh chấp LEADR là một tổ chức phi lợi nhuận lớn, được thành lập năm 1989, hoạt động theo cơ chế thành viên nhằm mục đích nâng cao chất lượng dịch vụ giải quyết tranh chấp ngoài Toà án (ADR). Đây là tổ chức liên lục địa Úc - Á, có văn phòng tại Australia, New Zealand, Indonesia, Malaysia, Ấn Độ, Thái Lan và Nhật Bản. LEADR là ví dụ điển hình về mô hình tổ chức tập thể tự quản với chức năng công nhận hoà giải viên.
Tổ chức này có chức năng đảm bảo các dịch vụ giải quyết tranh chấp bằng ADR có chất lượng cao trong khu vực thông qua các hoạt động đào tạo và công nhận hoà giải viên và trọng tài; thúc đẩy đào tạo và nghiên cứu về ADR; cấp nhật các thông tin về ADR trong nước và quốc tế cho các thành viên; cung cấp các dịch vụ đào tạo nhằm nâng cao trình độ chuyên môn một cách liên tục cho các hoà giải viên chuyên nghiệp; tạo điều kiện tiếp cận đơn giản và có hiệu quả với các hoà giải viên chuyên nghiệp; hỗ trợ các tổ chức trong việc phát triển các quy trình giải quyết tranh chấp bằng ADR có hiệu quả.
LEADR có quyền công nhận tư cách hoà giải viên theo Tiêu chuẩn Quốc gia về Hoà giải có hiệu lực vào ngày 1/1/2008. Sau hơn 10 năm kinh nghiệm quản lý hệ thống công nhận hoà giải viên của mình và sự hiểu biết sâu sắc về các Tiêu chuẩn quốc gia của Úc về Hoà giải viên mới được ban hành trên đây, LEADR cung cấp một quy trình công nhận hoà giải viên chuyên nghiệp và có uy tín.
LEADR đánh giá kinh nghiệm và chất lượng đào tạo của các cá nhân để quyết định các yêu cầu đào tạo bổ sung, trên cơ sở đó đánh giá dựa trên năng lực về kỹ năng của hoà giải viên. Việc được LEADR công nhận sẽ là một sự đảm bảo về chất lượng dịch vụ cho các khách hàng của các hoà giải viên.
Các thành viên của LEADR – một tổ chức về ADR lớn nhất Nam bán cầu – được hưởng nhiều lợi ích như được bảo hiểm trách nhiệm nghề nghiệp và bảo hiểm trách nhiệm cộng cộng với chi phí thấp; có cơ hội được làm việc với các nhà giải quyết tranh chấp chuyên nghiệp khác trong khu vực; được tạo cơ hội tiếp tục phát triển chuyên nghiệp; thụ hưởng các hoạt động đào tạo, nâng cao năng lực do LEADR tổ chức; được sử dụng các chức danh của LEADR; được hưởng các tư cách thành viên khác phù hợp với kinh nghiệm của mình v.v...

## Hòa giải ở cơ sở tại Việt Nam
Hòa giải ở cơ sở là một hình thức hòa giải tại cộng đồng dân cư do các tổ chức tự quản ở địa phương (tổ hòa giải) tiến hành nhằm hòa giải những tranh chấp, xích mích nhỏ trong cộng đồng dân cư.

### Thuật ngữ
Hoà giải ở cơ sở được hiểu là quá trình hoà giải viên vận dụng pháp luật, đạo đức xã hội, bằng tấm gương của mình để giải thích, hướng dẫn, giúp đỡ, thuyết phục các bên tranh chấp tự nguyện giải quyết với nhau những vi phạm pháp luật và tranh chấp nhỏ nhằm xoá bỏ mâu thuẫn, bất đồng và đạt được những thoả thuận phù hợp với đạo đức xã hội, góp phần xây dựng tinh thần đoàn kết trong nội bộ nhân dân, tương thân, tương ái, giữ gìn an ninh chính trị, trật tự an toàn xã hội trong cộng đồng dân cư, chủ động phòng ngừa và hạn chế những hành vi vi phạm pháp luật ở cơ sở.
Theo quy định của pháp luật Việt Nam thì hoà giải ở cơ sở là việc hướng dẫn, giúp đỡ, thuyết phục các bên tranh chấp đạt được thoả thuận, tự nguyện giải quyết với nhau những việc vi phạm pháp luật và tranh chấp nhỏ nhằm giữ gìn đoàn kết trong nội bộ nhân dân, củng cố, phát huy những tình cảm và đạo lý truyền thống tốt đẹp trong gia đình và cộng đồng dân cư, phòng ngừa, hạn chế vi phạm pháp luật, bảo đảm trật tự, an toàn xã hội trong cộng đồng dân cư.
Thuật ngữ "Cơ sở" được hiểu là thôn phố thôn, xóm, bản, ấp, tổ dân phố và các cụm dân cư khác như các chợ cố định, chung cư, tụ điểm du lịch, vui chơi giải trí. Nó không được hiểu là một cấp chính quyền thấp nhất như cấp xã.
Thuật ngữ "các bên" được hiểu có thể là các thành viên trong một hộ gia đình, các hộ gia đình với nhau hoặc các cá nhân với nhau.

### Lịch sử phát triển
Sau khi nhà nước Việt Nam dân chủ cộng hoà ra đời đã ban hành các văn bản pháp luật về hoà giải như: Sắc Lệnh số 13/SL ngày 24 tháng 1 năm 1946 và Sắc Lệnh số 51/SL ngày 17 tháng 4 năm 1946, trong đó có quy định Ban Tư pháp xã có nhiệm vụ hoà giải tất cả các vụ việc về dân sự, thương mại và phạt vi cảnh. Cùng với chế định hoà giải của Ban Tư pháp xã, còn có chế định hoà giải của Toà án Sơ cấp (trước năm 1950) và của Toà án nhân dân huyện (sau năm 1950).
Từ năm 1961, tổ hoà giải được thành lập ở thôn, xóm hoặc liên thôn xóm. Trong thời kỳ này nhiệm vụ quản lý công tác hoà giải được chuyển giao cho Toà án nhân dân tối cao thực hiện vì Chính phủ Việt Nam dân chủ cộng hòa không có Bộ Tư pháp.
Đến năm 1964, tổ hoà giải thành lập ở cơ sở là một tổ chức xã hội, không phân xử mà chỉ giải thích, thuyết phục để giúp đỡ các bên tự nguyện giải quyết các xích mích, tranh chấp một cách có tình, có lý. Nghị quyết Hội nghị Ban chấp hành Trung ương Đảng lần thứ 8 khoá VII đã chỉ rõ: "Coi trọng vai trò hoà giải của chính quyền kết hợp với Mặt trận Tổ quốc và các đoàn thể ở cơ sở".
Đến thời kỳ nhà nước Cộng hòa xã hội chủ nghĩa Việt Nam thì hòa giải ở cơ sở được ghi nhận trong nhiều văn bản pháp luật.
Hiến pháp Việt Nam năm 1980 đã lần đầu thể chế hoá hoạt động hoà giải ở cơ sở: "Ở cơ sở thành lập các tổ chức thích hợp của nhân dân để giải quyết những việc vi phạm pháp luật và tranh chấp nhỏ trong nhân dân theo quy định của pháp luật".
Chế định hoà giải ở cơ sở tiếp tục được Hiến pháp 1992 ghi nhận tại Điều 127: "Ở cơ sở thành lập các tổ chức thích hợp của nhân dân để giải quyết những việc vi phạm pháp luật và tranh chấp nhỏ trong nhân dân theo quy định của pháp luật".
Bộ Luật dân sự nước công hoà xã hội chủ nghĩa Việt Nam năm 1995 đã coi việc hoà giải để giải quyết các tranh chấp dân sự là một trong những nguyên tắc cơ bản của pháp luật dân sự Việt Nam: "Trong quan hệ dân sự, việc hoà giải giữa các bên phù hợp với quy định của pháp luật được khuyến khích. Không ai được dung vũ lực hoặc đe doạ dùng vũ lực trong việc giải quyết các tranh chấp dân sự" (Điều 11).
Và đến ngày 25 tháng 12 năm 1998, Uỷ ban thường vụ Quốc hội nước Cộng hòa xã hội chủ nghĩa Việt Nam đã thông qua Pháp lệnh số 09/1998/PL-UBTVQH10 về tổ chức và hoạt động hoà giải ở cơ sở. Tiếp đến, ngày 18 tháng 10 năm 1999, Chính phủ ban hành Nghị định số 160/1999/NĐ-CP quy định chi tiết một số điều của Pháp lệnh về tổ chức và hoạt động hoà giải ở cơ sở.
Đây là hai văn bản có hiệu lực pháp lý cao quy định đầy đủ, đồng bộ và toàn diện các vấn đề về tổ chức và hoạt động hoà giải ở cơ sở. Chế định về hòa giải ở cơ sở chính thức được ra đời.
Bên cạnh đó, Luật Mặt trận Tổ quốc Việt Nam năm 1999 cũng quy định một trong những nhiệm vụ của Mặt trận tổ quốc các cấp là: "Tham gia hoạt động hoà giải ở cơ sở theo quy định của pháp luật về hoà giải" (khoản 3 Điều 7). Một số văn bản quy phạm pháp luật khác cũng có những quy định liên quan đến hoà giải ở cơ sở như: Luật hôn nhân và gia định năm 2000, Luật Đất đai năm 2003.
Năm 2012, Quốc hội Việt Nam ban hành Luật Hòa giải ở cơ sở, đánh dấu sự hoàn thiện tương đối về mặt thể chế đối với công tác hòa giải ở cơ sở.

### Vai trò của hoà giải ở cơ sở
Hòa giải ở cơ sở có vai trò rất to lớn
- Đóng vai quan trọng trong việc củng cố mối quan hệ trong cộng đồng dân cư, góp phần "xây dựng tình làng, nghĩa xóm đầm ấm, đùm bọc, giúp đỡ nhau, xây dựng xã hội bình yên, tăng cường tình đoàn kết trong nhân dân".
- Trực tiếp giải quyết những việc vi phạm pháp luật và tranh chấp nhỏ trong nhân dân qua đó góp phần giữ gìn an ninh trật tự, an toàn xã hội, phòng ngừa vi phạm pháp luật và tội phạm ở cộng đồng dân cư thông qua việc phát hiện và giải quyết tận gốc những mâu thuẫn, tranh chấp góp phần ổn định trật tự xã hội ở địa bàn dân cư.
- Góp phần hạn chế đơn thư, khiếu kiện trong nhân dân, giảm bớt tình trạng gửi đơn kiện cáo lên Toà án, cơ quan hành chính cấp trên, giúp cho các cơ quan nhà nước giảm bớt việc giải quyết đơn thư khiếu kiện không cần thiết dẫn đến tình trạng quá tải, tiết kiệm thời gian và tiền bạc của cơ quan nhà nước và công dân.
- Góp phần truyền bá pháp luật trong nhân dân, hình thành trong mỗi cá nhân ý thức chấp hành pháp luật.

### Chủ thể thực hiện hòa giải
Hoà giải ở cơ sở được thực hiện thông qua hoạt động của Tổ hoà giải hoặc các tổ chức thích hợp khác của nhân dân ở thôn, xóm, bản, ấp, tổ dân phố và các cụm dân cư khác.
Tổ hoà giải ở cơ sở là tổ chức tự quản của nhân dân được thành lập ở thôn, xóm, bản, ấp, tổ dân phố cũng như các cụm dân cư khác (chung cư, chợ tập trung, tụ điểm vui chơi, giải trí) để thực hiện hoặc tổ chức thực hiện việc hoà giải tranh chấp nhỏ trong dân cư.
Tổ hoà giải có Tổ trưởng và các tổ viên, mỗi tổ hòa giải có từ 03 hòa giải viên trở lên, trong đó có hòa giải viên nữ 			. Những thành viên này được cộng đồng dân cư bầu qua cuộc họp (Các cuộc họp nói trên được tiến hành khi có ít nhất 2/3 số người trong diện họp tham dự) (có thể biểu quyết công khai hoặc bỏ phiếu kin) của các chủ hộ hoặc được tính kết quả qua phiếu lấy ý kiến của chủ hộ.
Người được bầu là tổ viên Tổ hoà giải phải được quá nửa số người tham gia bầu tán thành. Sau đó một quyết định công nhận của Chủ tịch Ủy ban nhân dân cấp xã sẽ làm họ chính thức trở thành một Hòa giải viên.

### Phạm vi hòa giải
Nhìn chung thì việc hoà giải ở cơ sở được tiến hành đối với việc tranh chấp nhỏ trong cộng đồng dân cư. Theo quy định hiện hành thì việc hòa giải được thực hiện đối với những vụ việc sau đây (Điều 3 Pháp lệnh về tổ chức và hoạt động hòa giải ở cơ sở):
- Mâu thuẫn, xích mích giữa các thành viên trong gia đình do khác nhau về quan niệm sống, lối sống, tính tình không hợp hoặc mâu thuẫn, xích mích giữa các cá nhân trong quan hệ xóm giềng như sử dụng lối đi qua nhà, sử dụng điện, nước sinh hoạt, công trình phụ, giờ giấc sinh hoạt, gây mất vệ sinh chung...
- Tranh chấp về quyền, lợi ích phát sinh từ quan hệ dân sự như tranh chấp phát sinh từ các quan hệ về tài sản, quan hệ hợp đồng dân sự, nghĩa vụ dân sự, thừa kế, quyền sử dụng đất.
- Tranh chấp về quyền, lợi ích phát sinh từ quan hệ hôn nhân gia đình như: thực hiện quyền và nghĩa vụ của vợ, chồng; quyền và nghĩa vụ của cha mẹ và con; nhận nuôi con nuôi; ly hôn; yêu cầu cấp dưỡng.
- Tranh chấp phát sinh từ những việc vi phạm pháp luật mà theo quy định của pháp luật, những việc vi phạm đó chưa đến mức bị xử lý bằng biện pháp hình sự hoặc biện pháp hành chính như trộm cắp vặt, đánh chửi nhau gây mất trật tự công cộng, đánh nhau gây thương tích nhẹ, va quệt xe cộ gây thương tích nhẹ.